# Lauri Lehtinen (calciatore 1927)
Lauri Lennart Lehtinen detto Lati (19 agosto 1927 – 23 marzo 2016) è stato un calciatore finlandese.

## Biografia
È stato uno dei tedofori a portare la torcia nell'Olympiastadion di Helsinki durante la cerimonia di apertura dei Giochi della XV Olimpiade.

## Carriera

### Nazionale
Ha disputato 29 partite in nazionale, senza segnare reti.